# بول بالمر
بول بالمر (بالإنجليزية: Paul Palmer)‏ (18 أكتوبر 1974 – ) هو سباح، من المملكة المتحدة، مثّل بلاده في الألعاب الأولمبية الصيفية 2000، والألعاب الأولمبية الصيفية 1992، والألعاب الأولمبية الصيفية 1996، وسباحة في الألعاب الأولمبية الصيفية 1996 – رجال 400 متر حر ‏.

## وصلات خارجية
- بول بالمر على موقع الاتحاد الدولي للسباحة (الإنجليزية)
- بول بالمر على موقع أوليمبيديا (الإنجليزية)
- بول بالمر على موقع اللجنة الأولمبية البريطانية (الإنجليزية)